# Mikael Pettersson
Mikael Pettersson, ibland kallad Duracell, född 24 augusti 1974 i Härnösand, är en svensk före detta ishockeyspelare som säsongen 2009/2010 spelade i tredje högsta serien i Sverige med KB 65 i division 1B. Pettersson spelade totalt elva säsonger i Elitserien i ishockey varav nio med Modo Hockey med vilka han även vann ett SM-guld. 
Mikael Pettersson har Antjärn som moderklubb. Som junior flyttade han till Örnsköldsvik och ishockeygymnasiet för spel med juniorlaget i Modo Hockey. Han debuterade i Elitserien med Modos a-lag hösten 1992 och lånades i slutet av samma säsong ut till Husum Hockey i dåvarande division 1. Säsongen efter, som förstaårssenior, gick Pettersson till Sundsvall/Timrå Hockey (nuvarande Timrå IK) i samma serie. Efter tre säsonger i Timrå där han snittat nästan en poäng per match fick Pettersson åter chansen med Modo i Elitserien säsongen 1996/1997. Pettersson stannade i Modo sex säsonger där hans poängmässigt bästa år var 1998/1999 och 2001/2002 då han nådde 21 poäng över 50 omgångar. 
Inför hösten 2002 gick Pettersson till Leksands IF som då just återkommit till högsta serien efter ett år i allsvenskan. Under Petterssons andra säsong i klubben degraderades Leksand återigen efter misslyckat kvalspel. Pettersson värvades istället till SG Cortina i Italienska ligan där han stannade ett år innan han vände åter till Modo för en tvåårig sejour som avslutades på bästa sätt med SM-guld 2007. 
2008 valde Pettersson att fortsätta karriären i Grenoble och spel med Brûleurs de Loups de Grenoble i Franska ligan i ett år. 2009 flyttade Petterson tillbaka till Örnsköldsvik och spelar i Bjästa-klubben KB 65. 
Som spelare var Mikael Pettersson är mest känd som en duktig rollspelare men har också vissa säsonger visat sig vara en ganska skaplig i poänggörare. Han har inga landskamper med Tre Kronor men har gjort sex juniorlandskamper.